# Военный ординариат
Вое́нный ординариа́т — территориальная единица в Римско-католической церкви, приравненная к епархии. Военные ординариаты создаются для пастырского попечения над католиками-военнослужащими.
Большинство военных ординариатов не входят в епархиальную структуру и, как в латинском, так и в восточных обрядах, подчиняются напрямую папе. Военный ординариат возглавляет прелат, обычно титулярный или диоцезальный епископ.
По рангу военный ординариат обычно соответствует апостольскому викариату. В тех странах, где на военной службе находится большое число католиков, военный ординариат имеет ранг епархии, однако не управляет приходами территориальной юрисдикции. В вооруженных силах Бразилии, Италии и США военный ординариат имеет ранг архиепархии и возглавляется архиепископом.
По данным на 2023 год в Католической церкви существуют 36 военных ординариатов, из них 16 в Европе, 11 в Южной Америке, 3 в Азии, 3 — в Африке, 2 — в Северной Америке и по одному — в Австралии и Новой Зеландии.

## Краткая история
Уже с Миланского эдикта 313 года Церковь занималась пастырским попечением над солдатами различных армий.
В VI веке Декрет Грациана говорит о том, что священнослужителям с разрешения папы Пелагия I доверяли постоянную духовную помощь солдатам. В 742 году на Немецком национальном соборе (Concilium Germanicum) священникам запретили ношение оружия и участие в войнах. Исключением из этого правила были те священники, которые были выбраны для того, чтобы сопровождать армию и проводить богослужения, а также, чтобы совершать церковные таинства. В 769 эти определения повторяются в составе капитула Карла Великого.
С созданием постоянных армий в раннее Новое время военный ординариат также стал постоянным учреждением. Тем не менее, капелланы больше не были добровольными спутниками армий, а принимали присягу и были подчинены военной дисциплине.

## Список военных ординариатов

### Азия
- Военный ординариат Индонезии
- Военный ординариат Филиппин
- Военный ординариат Южной Кореи

### Америка
- Военный ординариат Аргентины
- Военный ординариат Боливии
- Военный ординариат Бразилии
- Военный ординариат Венесуэлы
- Военный ординариат Доминиканской Республики
- Военный ординариат Канады
- Военный ординариат Колумбии
- Военный ординариат Парагвая
- Военный ординариат Перу
- Военный ординариат Сальвадора
- Военный ординариат США
- Военный ординариат Чили
- Военный ординариат Эквадора

### Африка
- Военный ординариат Кении
- Военный ординариат Уганды
- Военный ординариат Южной Африки

### Европа
- Военный ординариат Австрии
- Военный ординариат Бельгии
- Военный ординариат Боснии и Герцеговины
- Военный ординариат Великобритании
- Военный ординариат Венгрии
- Военный ординариат Германии
- Военный ординариат Ирландии
- Военный ординариат Испании
- Военный ординариат Италии
- Военный ординариат Литвы
- Военный ординариат Нидерландов
- Военный ординариат Польши
- Военный ординариат Португалии
- Военный ординариат Словакии
- Военный ординариат Франции
- Военный ординариат Хорватии

### Океания
- Военный ординариат Австралии
- Военный ординариат Новой Зеландии